# Bror Hedemo

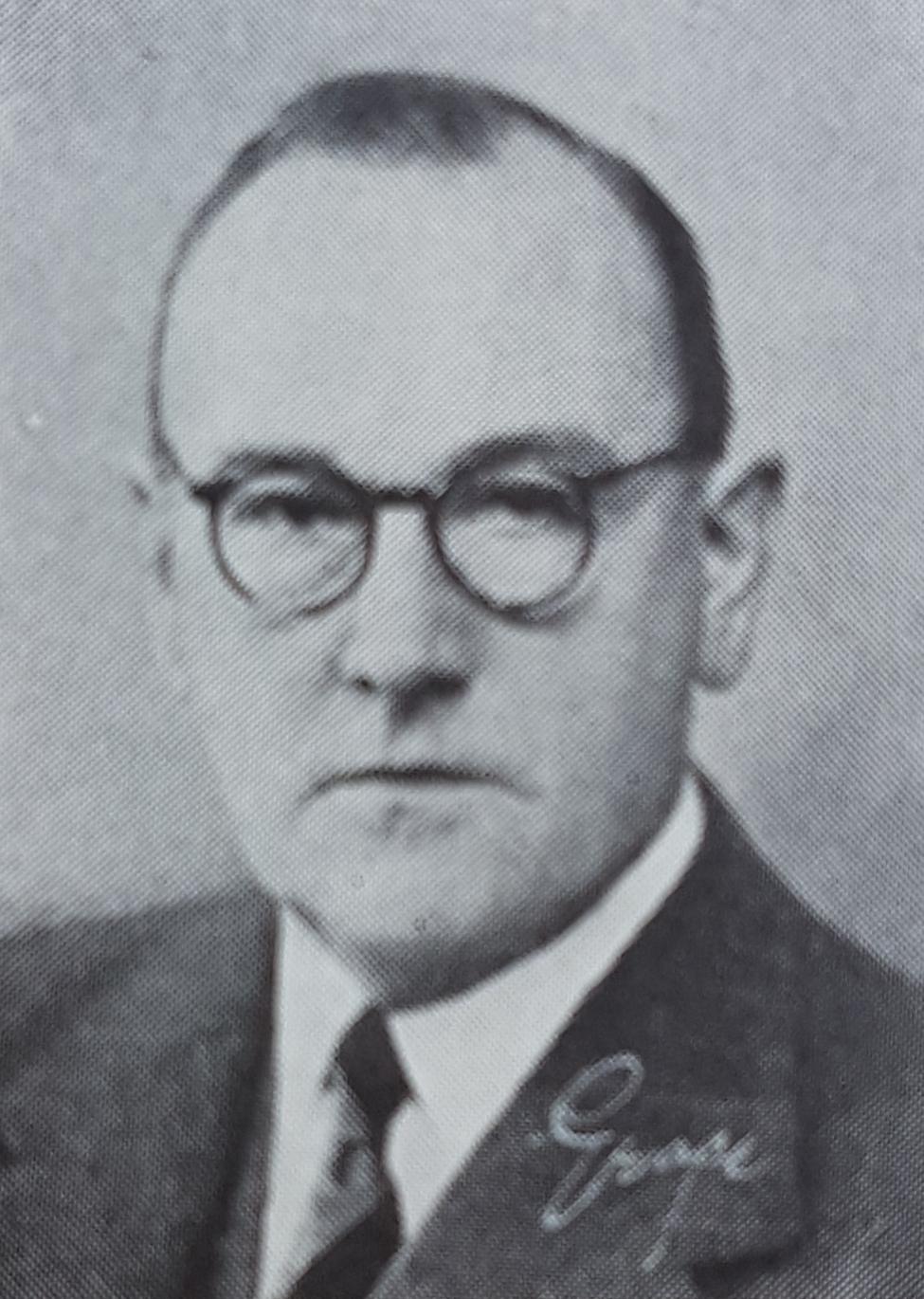
Bror Hedemo

Bror Eskil Hedemo, född 2 januari 1890 i Hedemora, Kopparbergs län, död 20 mars 1941, var en svensk statsmeteorolog.
Han var son till hemmansägaren Johan Andersson och hans hustru född Jansson samt från 1920 gift med Gundel Carlstén. Efter avlagd studentexamen 1910 studerade han vidare vid universitetet där han avlade en fil. kand. 1920. Efter studierna anställdes han som observatör i Axel Hambergs meteorologiska arbeten i Sarek där han ansvarade för observatoriet i Pårek 1916-1917. Han arbetade vid Abisko naturvetenskapliga station 1919-1927 för att därefter arbeta som ordinarie statsmeteorolog vid Statens meteorologisk-hydrografiska anstalt (SMHA).